# Oscar William Reinmuth
Oscar William Reinmuth (* 11. Oktober 1900 in St. Louis; † 17. Oktober 1984 in Austin) war ein US-amerikanischer Epigraphiker.

## Leben
Oscar William Reinmuth studierte Klassische Philologie und Altertumskunde am Clinton College, wo er 1921 den Bachelorgrad erlangte. Anschließend vertiefte er seine Studien an der University of Chicago (1921/22) und unterrichtete an einem Junior College in Alberta (Kanada), wo er die Abteilung für Sprachen leitete und 1924 zum Vizepräsidenten gewählt wurde. 1927 ging er an die University of Nebraska, wo er 1928 den Mastergrad erlangte und daraufhin als Dozent der Klassischen Philologie wirkte. 1930 wechselte er für ein Jahr an die Princeton University, wo er 1931 zum Ph. D. promoviert wurde. Danach kehrte er als Assistant Professor of Classics an die University of Nebraska zurück und stieg dort in den nächsten Jahren zum Associate Professor und Acting Chair auf.
1937 ging Reinmuth als Professor of Classics an die University of Oklahoma, 1941 in derselben Position an die University of Texas at Austin. Am Zweiten Weltkrieg nahm er ab 1943 als Captain, später als Lieutenant Colonel teil. Wegen seiner hervorragenden Deutschkenntnisse erhielt er den Auftrag, an der Wiedereröffnung der deutschen Universitäten mitzuwirken und geeignete Personen für die Militärregierung zu finden. Nach seiner Rückkehr in die USA lehrte er weiterhin in Austin. 1948 ernannte ihn die University of Louisville zum Litt. D. Von 1951 bis 1952 ermöglichte ihm das Fulbright-Programm einen Forschungsaufenthalt im Ausland. Nach seiner Emeritierung (1971) ging er für ein Jahr als Gastprofessor an die American School of Classical Studies at Athens, in deren Leitungsgremium er ebenfalls eintrat.
Reinmuths Forschungsarbeit konzentrierte sich auf Epigraphik und Prosopographie. Seine Doktorarbeit (1931) behandelte die römischen Präfekten Ägyptens von Augustus bis Diokletian und erschien 1935 als Klio-Beiheft Nr. 34. Weitere Studien, vor allem zu den attischen Epheben, veröffentlichte er in verschiedenen Zeitschriften. Auch für die Realenzyklopädie der klassischen Altertumswissenschaft (RE) verfasste er unter anderem Artikel über den Ostrakismos (erschienen 1942) und die Präfekten Ägyptens (verfasst 1942, erschienen 1954).

## Schriften (Auswahl)
- The Foreigners in the Athenian Ephebia. Lincoln 1929 (University of Nebraska studies in language, literature, and criticism 9)
- The Prefect of Egypt from Augustus to Diocletian. Leipzig 1935 (Klio-Beihefte 34). Nachdrucke Aalen 1963, 1979
- The Ephebic Inscriptions of the Fourth Century B. C. Leiden 1971 (Mnemosyne Supplement 14)